# Miguel Pineda
Michel Pineda Ozaeta, né le 9 juin 1964 à Gien, est un footballeur franco-espagnol. Il évolue au poste d'attaquant du début des années 1980 au milieu des années 1990. 

## Carrière
- 1982-1984 :  AJ Auxerre
- 1984-1990 :  RCD Español
- 1990-1993 :  Sporting Toulon Var
- 1993-1994 :  Racing Santander
- 1994-1995 :  UE Lleida
- 1995-1996 :  Deportivo Alavés[1]

## Palmarès
- Finaliste de la Coupe UEFA 1987-1988 avec le RCD Español
- International espoir espagnol : 7 sélections
- 4e au classement des buteurs de la Liga saison 1984-1985 avec 14 buts